# Scoparia mesogramma
Scoparia mesogramma là một loài bướm đêm trong họ Crambidae.